# Serap Güler
Serap Güler (Marla, 7 luglio 1980) è una politica tedesca di origine turca, membro del CDU ed esponente del Bundestag dal 2021. È stata dal 2017 al 2021 Segretaria di Stato per l'integrazione presso il Ministero dell'infanzia, della famiglia, dei rifugiati e dell'integrazione della provincia del Nord Reno-Westfalia.

## Biografia
Serap Güler è cresciuta in una famiglia di immigrati turchi in Germania. Suo padre, un minatore, ha lavorato sottoterra per 40 anni. Conseguita la maturità nel 1999, inizia un apprendistato per diventare direttrice d'albergo. Dal 2002 al 2007 ha studiato scienze della comunicazione e tedesco all'Università di Duisburg e di Essen conseguendo il diploma. Serap Güler ha iniziato la sua carriera professionale presso il Ministero per le generazioni, la famiglia, le donne e l'integrazione dello Stato del Nord Reno-Westfalia, prima per sei mesi come manager, poi fino al 2010 come project manager nel gabinetto ministeriale dell'ex ministro Armin Laschet. Dopo le elezioni regionali del 2010 nel Nord Reno-Westfalia, è entrata a far parte del Ministero della Salute di Barbara Steffens  come addetta stampa.

## Carriera politica
Güler è stata eletta al Landtag della Renania settentrionale-Vestfalia nelle elezioni statali della Renania settentrionale-Vestfalia del 2012; all'epoca era il primo membro di origine turca del suo gruppo parlamentare. Dal 2012 al 2017 è stata portavoce del suo gruppo parlamentare sull'integrazione.
Nel 2015 Güler ha fatto parte di un gruppo di lavoro della CDU su una riforma della legislazione tedesca sull'immigrazione, presieduto da Armin Laschet. Insieme a Thomas Strobl, Peter Hintze, Michael Kretschmer, David McAllister, Christina Schwarzer e Annette Widmann-Mauz, ha co-presieduto il congresso nazionale 2015 della CDU a Karlsruhe. 
Dopo le elezioni statali del 2017, Güler è stata nominata Segretario di Stato per l'integrazione presso il Ministero statale per l'infanzia, le famiglie, i rifugiati e l'integrazione, nel gabinetto del ministro-presidente Armin Laschet. Nei negoziati per formare un quarto governo di coalizione sotto la cancelliera Angela Merkel dopo le elezioni federali del 2017, ha fatto parte del gruppo di lavoro sulla politica migratoria, guidato da Volker Bouffier, Joachim Herrmann e Ralf Stegner.

## Vita privata
È musulmana, sposata ed è stata naturalizzata tedesca nel 2010.